# El tast de vins
El tast de vins (títol original en francès, La Dégustation) és una pel·lícula francesa dirigida l'any 2022 per Ivan Calbérac, basada en la seva pròpia obra de teatre creada el 2019. S'ha doblat i subtitulat al català.

## Sinopsi
En Jacques és un comerciant de vins una mica misantròpic. Al seu celler a la vora de la fallida, es veu obligat a contractar un nen jove rehabilitat, l'Steve, per tenir dret a desgravacions fiscals. Al mateix temps, coneix l'Hortense, una jove «molt catòlica» i soltera. Quan la noia es fixa en ell, i intenta fer un tast de vins, les seves vides es capgiren.